# Alexandra Manly
Alexandra Manly   (Kalgoorlie, 28 de febrer de 1996) és una ciclista australiana professional des del 2015 i actualment a l'equip AG Insurance - Soudal Team. Combina la pista, amb la carretera.

## Palmarès en ruta
- 2013
  -  Campiona d'Austràlia júnior en ruta
- 2014
  -  Campiona d'Oceania júnior en contrarellotge
- 2017
  -  Campiona d'Austràlia sub-23 en ruta
  -  Campiona d'Austràlia sub-23 en contrarellotge
- 2018
  -  Campiona d'Austràlia sub-23 en ruta
  -  Campiona d'Austràlia sub-23 en contrarellotge
- 2022
  - 1a a la Volta a Turíngia i vencedora de 4 etapes
  - Vencedora d'una etapa al Tour d'Escandinàvia femení
- 2023
  - Vencedora d'una etapa al Santos Women's Tour

### Resultats a les Grans Voltes

#### Giro d'Itàlia
- 2017: 97a posició
- 2025: 92a posició

#### Tour de França
- 2022: 41a posició
- 2023: 75a posició

## Palmarès en pista
- 2014
  -  Campiona del món júnior en Persecució
  -  Campiona del món júnior en Persecució per equips (amb Macey Stewart, Danielle McKinnirey i Josie Talbot)
- 2016
  -  Campiona d'Oceania en Persecució per equips (amb Ashlee Ankudinoff, Amy Cure i Annette Edmondson)
  -  Campiona d'Austràlia en Persecució en cursa americana
- 2017
  -  Campiona d'Austràlia en Persecució per equips
- 2018
  -  Campiona d'Austràlia en Persecució per equips
  -  Campiona als Jocs de la Commonwealth en Persecució per equips
- 2019
  -  Campiona del món en Persecució per equips
- 2021
  -  Campiona d'Austràlia en Persecució en cursa americana
- 2022
  -  Campiona d'Austràlia en Persecució en cursa americana

### Resultats a laCopa del Món en pista
- 2014-2015
  - 1a a Cali, en Persecució per equips
- 2016-2017
  - 1a a Cali, en Persecució per equips
  - 1a a Los Angeles, en Madison